# موتيسية كتانية الأوراق
موتيسية كتانية الأوراق (الاسم العلمي: Mutisia linifolia) هو نوع نباتي يتبع جنس الموتيسية من فصيلة النجمية.